# Vrčak
Vrčak, mazedonisch Врчак, vollständig Rade Vrčakovski, mazedonisch Раде Врчаковски (* 17. November 1980) ist ein nordmazedonischer Rapper, Hip-Hop-, Pop-Sänger und Songwriter, der zweimal am Eurovision Song Contest teilnahm.

## Leben
2006 war er Komponist des mazedonischen Beitrags zum Eurovision Song Contest desselben Jahres Ninanajna, gesungen von der Sängerin Elena Risteska. Sie erreichte Platz zwölf.
2008 war er erneut verantwortlich für den mazedonischen Beitrag zum Wettbewerb. Er sang ihn auch selbst, zusammen mit Tamara Todevska und Adrian Gaxha. Sie erreichten Platz zehn von 19 im zweiten Semifinale. Wegen geänderter Regeln kam das Trio aber nicht in das Belgrader Finale.

## Diskografie
Alben
- 1999: Kako da pobegnam od sé
- 2006: Vo tvoeto srce
- 2009: Na sedmo nebo